# Вознесенье (Ивановская область)
Вознесе́нье (прежнее название Вознесенье, что в Медве́жьем углу́) — село в Савинском районе Ивановской области России, административный центр Вознесенского сельского поселения.

## География
Село расположено на берегу реки Уводи в 14 км на запад от райцентра посёлка Савино.

## История
Со второй половины XVI столетия и до 1764 года Вознесенье с деревнями было вотчиной суздальского Спасо-Евфимиева монастыря. В селе существовали две каменные церкви: холодная и тёплая. Холодная церковь сооружена на средства прихожан в 1800 году, престол в ней один — в честь Вознесения Господня. Время построения тёплой церкви не известно, престолов в ней было три: во имя Святителя и Чудотворца Николая, во имя Святого Великомученика Дмитрия Солунского (построен в 1834 году) и во имя Святого Пророка Илии (построен в 1842 году). Колокольня и ограда при церкви были каменные. В селе существовали две земские школы: мужская и женская.
В 1930-х годах все эти церкви были разгромлены. От Никольского храма остались одни развалины. Вознесенская церковь восстановлена, в ней совершаются богослужения. Однако главный престол был переосвящён в честь святителя Николая, и этот храм теперь называется Никольским храмом села Вознесенье.
В конце XIX — начале XX века село являлось центром Вознесенской волости Ковровского уезда Владимирской губернии. В 1859 году в селе числилось 15 дворов, в 1905 году — 11 дворов.
С 1929 года село являлось центром Вознесенского сельсовета Ковровского района Ивановской области, с 1935 года — в составе Савинского района.
В первой половине XIX века в церкви села Вознесенья служили предки поэта А. А. Вознесенского. Фамилия поэта произошла от названия села.

## Население
| 1859 | 1905 |
| ---- | ---- |
| 65   | 29   |

| 1859 | 1905 | 2010 |
| ---- | ---- | ---- |
| 65   | ↘29  | ↗310 |

## Достопримечательности
В селе находятся действующая церковь Вознесения Господня (1800) и церковь Николая Чудотворца (1820—1830)